# Estée Lauder (entreprise)
Pour les articles homonymes, voir Lauder.
Estée Lauder est une entreprise américaine de production et de distribution de produits de soins pour la peau, de cosmétiques, de parfums et de produits capillaires.
Le groupe est no 2 mondial des cosmétiques après L'Oréal et no 3 mondial dans l'industrie du luxe derrière LVMH et Kering selon le classement Global Power of Luxury Goods 2022,.

## Histoire
La compagnie Estée Lauder est fondée en 1946, lorsque Estée Lauder et son mari Joseph Lauder commencent à produire des cosmétiques à New York. Au début, ils ne produisent que quatre types de produits : une crème hydratante riche et tout usage, une crème de main, une huile nettoyante et une lotion pour la peau. Deux ans plus tard, ils mettent sur pied leur première boutique située dans le magasin Saks Fifth Avenue à New York.
Durant les quinze années suivantes, ils contribuent à diversifier leur gamme de produits et de vendre et commercialiser leurs produits aux États-Unis. En 1960, leur compagnie devient internationale. Leur première filiale est installée à Londres dans la boutique de vêtements de luxe Harrods. L'année suivante, ils ouvrent une nouvelle filiale dans la ville de Hong Kong.
En 1964, ils lancent la ligne de parfums Aramis, qui proposait des fragrances pour hommes et des lotions pour le corps. En 1967, Estée Lauder est récompensée pour ses efforts en étant nommée l'une des dix plus grandes femmes d'affaires des États-Unis d'Amérique par les éditeurs des magazines de finance et d'économie américains. S'ensuit une seconde récompense en 1968 avec la réception d'un Spirit of Achievement Award décerné par l'Albert Einstein College of Medicine à l'Université Yeshiva. La même année, la compagnie poursuit son développement, ouvrant ses Laboratoires Cliniques Inc et produisant la première ligne de fragrances et de cosmétiques testée au niveau dermatologique et allergique par Estée Lauder.

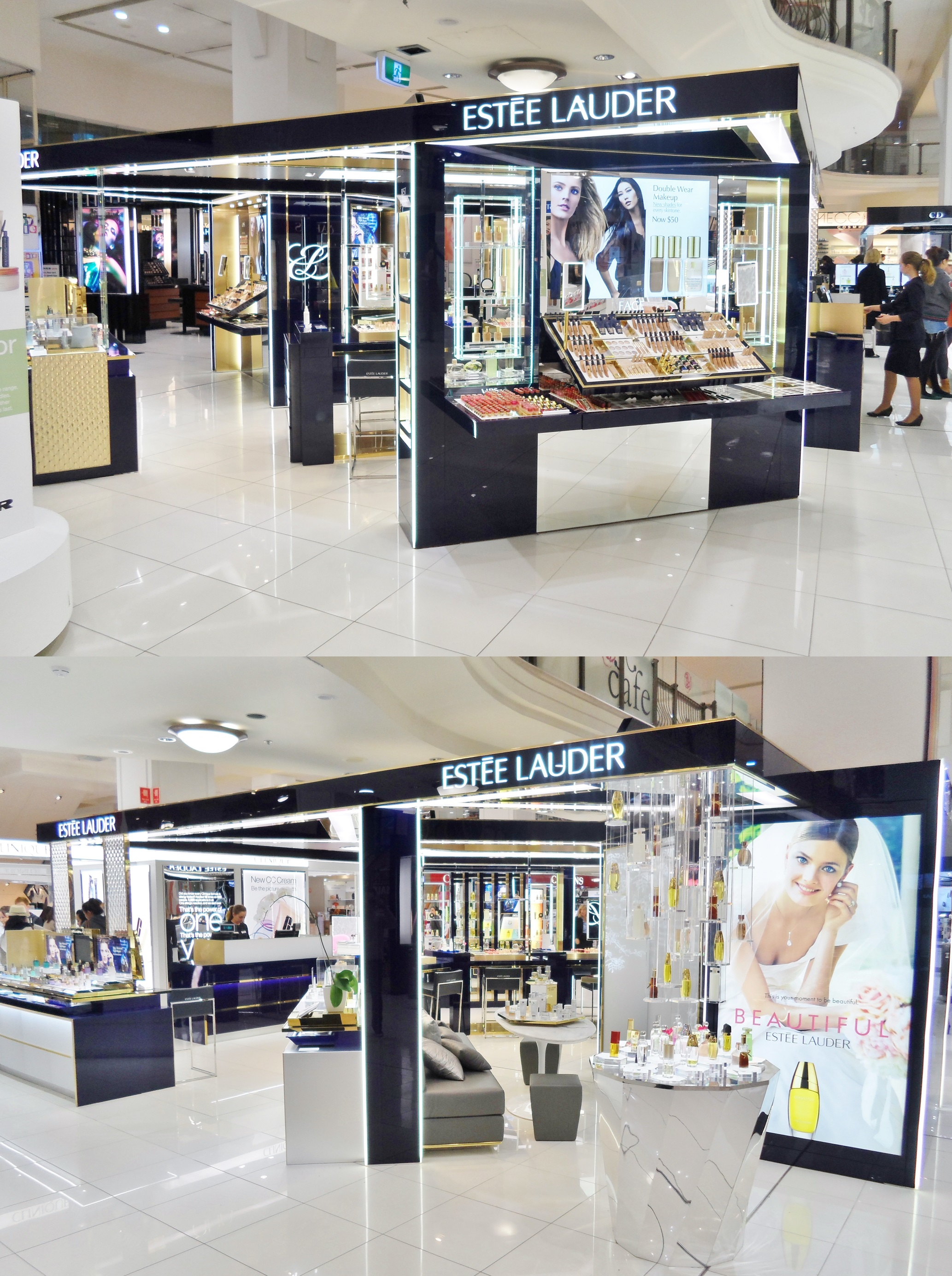
Comptoir Estée Lauder au MYER à Sydney en 2013.

Estée Lauder devient la première femme dans l'histoire des compagnies de cosmétiques à introduire une deuxième ligne de produits pour hommes lorsqu'en 1976, la compagnie commence à séparer la ligne de produits pour la peau en deux divisions distinctes. En 1981, la compagnie repousse encore les limites de l'industrie des cosmétiques et du marché mondial en distribuant ses produits en Union soviétique.
Estée Lauder vend maintenant ses produits dans les boutiques à travers le monde, et possède une chaîne de shopping en ligne. Elle emploie plus de 20 000 personnes, et en 2003, ses ventes totalisent plus de 5 milliards de dollars US$. La compagnie demeure sous le contrôle de la famille Lauder, possédant plus de 90 % des parts de vote de la compagnie, et le petit-fils d'Estée Lauder est actuellement le président du Conseil d'administration de la compagnie. Le fils Leonard est lui le fondateur de la marque Clinique. En février 2004, la compagnie destinée aux adolescentes Jane est vendue ; en avril 2006, la marque de qualité professionnelle Stila, qu'Estée Lauder avait achetée en 1999, est vendue également.
La compagnie fut reconnue pour ses mannequins modèles iconiques et vedettes, quelquefois en faisant simplement référence aux visages. D'anciens « visages » d'Estée Lauder incluent Karen Graham, Willow Bay et Paulina Porizkova. Plus récemment, les mannequins modèles sont Constance Jablonski, Carolyn Murphy, Liya Kebede, Gwyneth Paltrow, Elizabeth Hurley, Kendall Jenner, etc.
Fin 2011, la compagnie signe la location du 76 avenue des Champs-Élysées (Paris 8e) pour une durée de neuf ans pour un montant de 18 000 €/m2/an.
Le 28 avril 2014, Estée Lauder a annoncé la nomination de Christopher Giglio au poste de vice-président de la communication mondiale d'entreprise, en remplacement d'Alexandra Trower, vice-présidente exécutive de la communication mondiale.

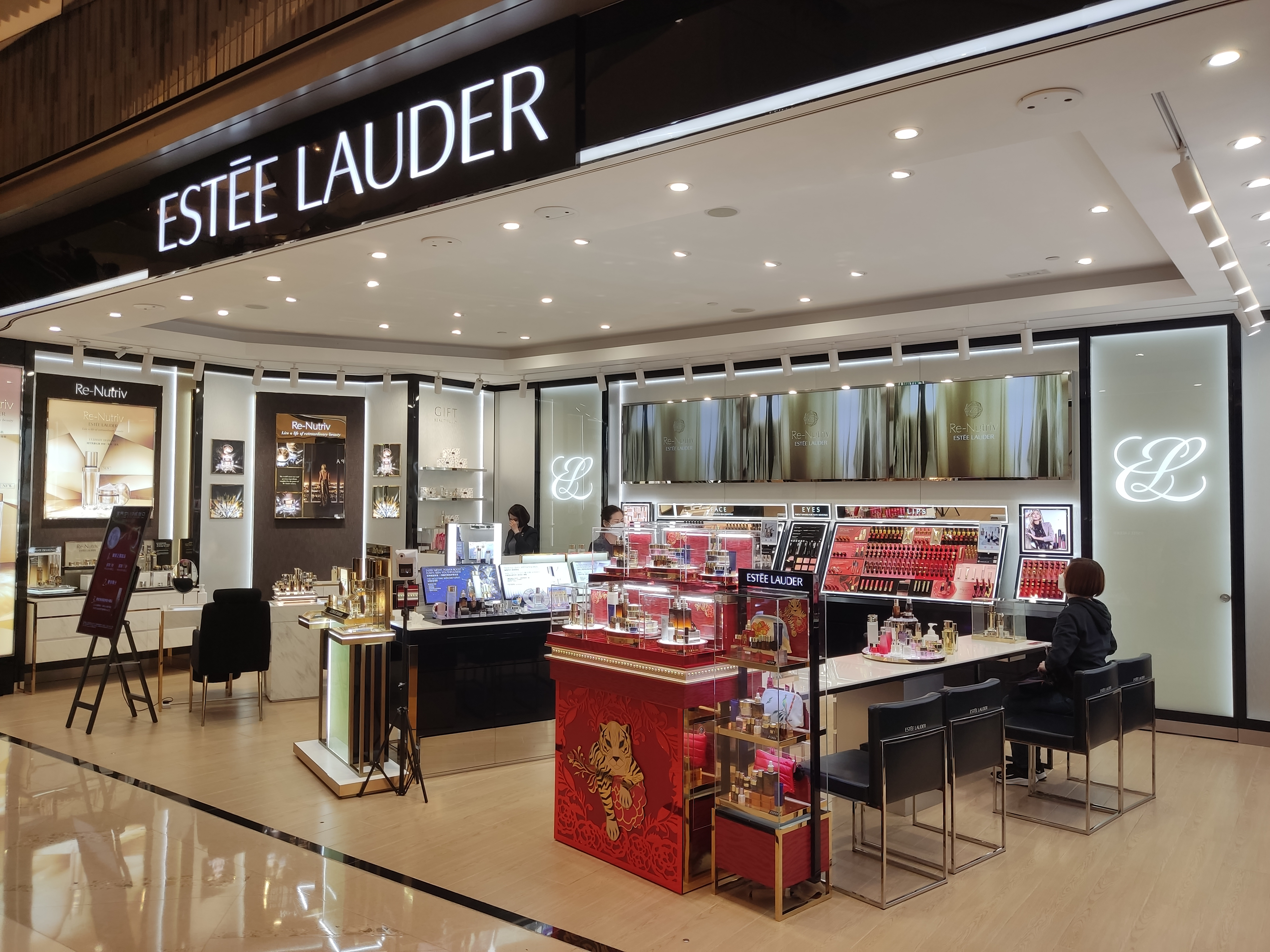
Boutique Estée Lauder au Tseung Kwan O PopCorn mall à Hong Kong en 2022.

En mai 2016, Estée Lauder annonce une suppression de 900 à 1 200 postes. La même année la société acquiert une participation majoritaire dans Michael Kors et dans DKNY ce qui renforce son positionnement dans le secteur du luxe.
En juin 2018, la compagnie choisit Anok Yai pour être son égérie[source insuffisante].
La compagnie participe au financement de la campagne de Donald Trump en 2016. Elle promet en 2020, dans un contexte de manifestations contre les violences policières et le racisme, de consacrer 10 millions de dollars afin de « favoriser la justice raciale et sociale, ainsi qu’un accès plus large à l’éducation ».
En réponse à la pandémie de Covid-19, les sociétés Estée Lauder ont annoncé le 20 août 2020 une réduction de leurs effectifs de 1 500 à 2 000 personnes dans le monde, soit environ 3 % du total des employés. La plupart des réductions concernent les travailleurs de soutien et les employés des magasins. La société a également annoncé qu’elle fermerait environ 10 à 15 % de ses magasins, ainsi que les comptoirs de beauté en magasin et se concentrerait davantage sur les opérations numériques.
En novembre 2022, Estée Lauder rachète pour 2,8 milliards de dollars la marque de prêt-à-porter de luxe Tom Ford. Estée Lauder possédait déjà Tom Ford Beauty depuis 2006 (parfums et cosmétiques).
De juillet 2012 à fin 2024, l’Italien Fabrizio Freda dirige le groupe, premier dirigeant externe à prendre les rênes d’Estée Lauder, qui avait jusqu’alors été géré directement par la famille fondatrice, notamment Leonard Lauder et son fils William. Fabrizio Freda annonce son intention de prendre sa retraite après plus de seize ans au sein de l’entreprise. Le 31 octobre 2024, Stéphane de La Faverie est nommé nouveau président et directeur général, ainsi que membre du conseil d’administration, à compter du 1er janvier 2025. 

## Actionnaires
Principaux actionnaires au 9 décembre 2022 :
| Famille Lauder                                     | 38 %   |
| The Vanguard Group                                 | 7,41 % |
| State Street Global Advisors (en) Funds Management | 4,27 % |
| Edgewood Management LLC                            | 3,03 % |
| Fundsmith LLP                                      | 2,57 % |
| Jennison associates                                | 2,56 % |
| Newfleet Asset Management                          | 2,37 % |
| BlackRock Fund Advisors                            | 2,16 % |
| Fidelity Management & Research                     | 2,01 % |
| Geode Capital                                      | 1,71 % |

## Marques
Estée Lauder possède un portefeuille de 30 marques de prestige réparties en 4 secteurs : la parfumerie, les cosmétiques, les soins capillaires et la mode / maroquinerie.

### Parfums
- DKNY Parfums
- Aramis
- Le Labo
- Tom Ford Parfums
- Ermenegildo Zegna
- KILIAN PARIS
- Estée Lauder Parfums
- Frédéric Malle[14]

### Cosmétiques
- Aerin Beauty
- MAC Cosmetics
- Origins (en)
- Bobbi Brown
- La Mer
- Dr. Jart +
- Jo Malone London
- Kiton
- Darphin
- Smashbox
- Estee Lauder Beauty
- Glamglow
- Lab-series
- Tom Ford Beauty
- Too Faced
- Clinique (en)

### Soins capillaires
- Aveda
- Bumble and bumble

### Mode et maroquinerie
- Tom Ford
- Michael Kors (participation majoritaire)
- DKNY (participation majoritaire)

## Boycott
Depuis février 2001, Estée Lauder et ses lignes de produits ont été l'objet d'une campagne de boycott. Ce boycott a été démarré par des activistes pro-Palestiniens qui reprochaient à la compagnie ses liens supposés avec les activités pro-Israël de Ronald Lauder, membre du Conseil d'administration de la société,. En juin 2003, le Queers Undermining Israeli Terrorism (QUIT), localisé dans la ville de San Francisco, a contribué à augmenter le boycott avec leur campagne intitulée Estée Slaughter. Le boycott a engendré une campagne anti-boycott par les supporters d'Israël.

## Classement
Estée Lauder est régulièrement classée comme l'une des meilleures entreprises dans le secteur du luxe.
- 10e rang du classement Brand Finance 2022 des marques de luxe les plus précieuses et les plus solides[19].
- 3e rang au classement Deloitte 2022 des marques de luxe les plus importantes[20].

## Chiffres

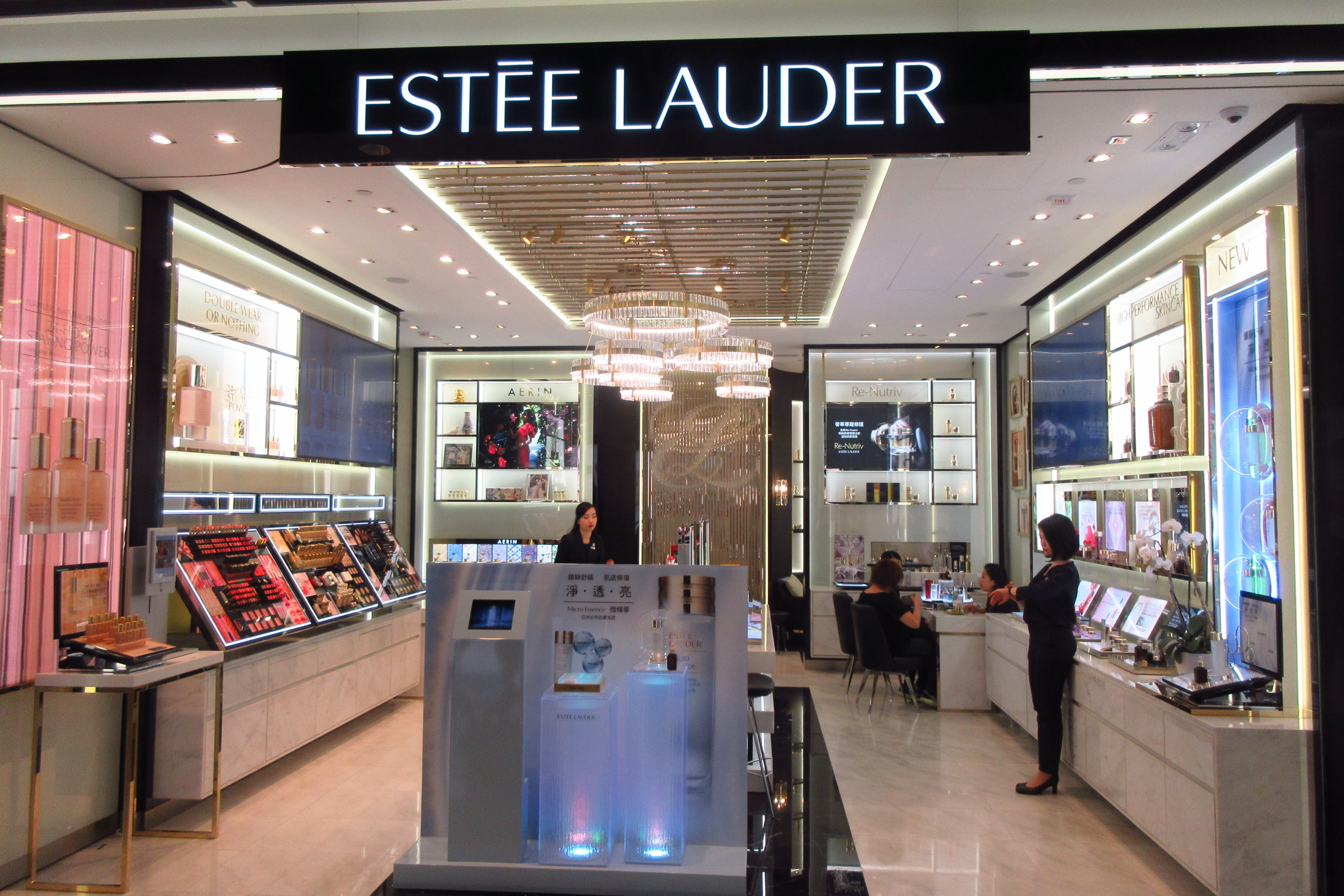
Boutique Estée Lauder à Hong Kong en 2018.

En 2022 le groupe dispose d'un réseau de vente de 1 600 boutiques dans 150 pays ; il réalise un chiffre d'affaires de 17,7 milliards de dollars et un bénéfice de 2,39 milliards de dollars.